# San Antonio del Norte
San Antonio del Norte (uit het Spaans: "Sint-Anton van het noorden") is een gemeente (gemeentecode 1211) in het departement La Paz in Honduras. De gemeente grenst aan El Salvador.
Het dorp heette eerst San Antonio de Padua. In 1739 werd het terrein verkocht aan het klooster van Onze Lieve Vrouw van Barmhartigheid in de provincie Comayagua. In 1857 werd het gekocht door het bisdom van Comayagua. Deze verkocht het weer aan de gemeente San Antonio del Norte.
Het dorp ligt 64 km ten zuidoosten van La Paz, op een kleine vlakte die omgeven is door bergen.

## Bevolking
De bevolking is als volgt verdeeld:
| Vrouwen | 1467 | 52,1% |
| Mannen  | 1350 | 47,9% |

## Dorpen
De gemeente bestaat uit vijf dorpen (aldea), waarvan het grootste qua inwoneraantal: San Antonio del Norte (code 121101).